# Sensible Soccer 2006
Sensible Soccer 2006 est un jeu vidéo de sport sorti en 2006 sur PlayStation 2, Windows et Xbox, il s'agit d'un remake en 3D avec cel-shading du jeu Sensible Soccer. Le jeu a été développé par Kuju Entertainment puis édité par Codemasters.

## Système de jeu
Le jeu se propose de reprendre la simplicité légendaire du premier épisode ayant laissé d'heureux souvenirs chez les joueurs. Trois touches étant suffisantes pour l'intégralité du jeu (accélérer, passer et tirer).
Malheureusement, Sensible Soccer 2006 déçoit car il ne dispose d'aucune licence officielle pour les clubs comme pour les noms de joueurs ; la base de données est ridicule par rapport à Sensible World of Soccer (toutes les équipes Européennes ne sont pas présentes, et encore moins celles d'autres continents) et, le terrain défilant trop vite, il n'est pas possible de construire une tactique efficace.
Certaines actions importantes (carton, but...) sont ponctuées par des cinématiques en cel-shading.
À signaler l'existence d'un éditeur de compétitions et de joueurs.

## Compétitions
- VogZone (International)